# В бессмертие ушедшим (памятник)
«В бессмертие ушедшим» — памятник в Санкт-Петербурге. Посвящён памяти погибших в годы Великой Отечественной войны и блокады Ленинграда студентам и преподавателям Ленинградского государственного университета.
Памятник находится на территории университетского кампуса, между главным зданием и зданием кафедры физкультуры (бывшим Корпусом для игры в мяч Сухопутного шляхетского кадетского корпуса) СПбГУ по адресу Университетская набережная, дом 9/7.
В памятные даты, связанные с событиями блокады города, около памятника проводятся торжественно-траурные митинги с участием студентов и преподавательского состава, к монументу возлагаются цветы.

## История
Памятник «В бессмертие ушедшим» был установлен 30 мая 1986 года. Над памятником работали архитектор Владимир Сергеевич Васильчиков и скульпторы Василий Павлович и Сергей Васильевич Астаповы.
Предложение об установке памятника студентам и преподавателям СПбГУ (на тот момент этот вуз носил название ЛГУ) впервые прозвучало в 1970 году генералом Иваном Павловичем Кнышем, который в послевоенные годы был председателем совета ветеранов университета. Однако при его жизни проект так и не был воплощён.
Уже в 1880-е годы при активном участии генерала Александра Дмитриевича Тюфякина, который на тот момент был председателем совета ветеранов ЛГУ был начат конкурс на проект будущего памятника. Конкурсное задание было дано студентам Института живописи, скульптуры и архитектуры имени Репина.
На конкурс было представлено 62 проекта, из которых и выбирался проект-победитель, которому предстояло увековечить память о сотрудниках и студентах ленинградского вуза.

## Описание памятника
Памятник представляет собой гранитную стелу высотой 5,5 метра, на которой размещён бронзовый барельеф, изображающий одетых в солдатскую форму бывших универсантов, которых провожает на фронт женщина с ребёнком.
На памятнике также размещена надпись:
«В бессмертие ушедшим»
Именно она и дала название памятнику.